# Port lotniczy Boscobel
Port lotniczy Boscobel (IATA: OCJ, ICAO: MKBS) – port lotniczy zlokalizowany w mieście Ocho Rios, na Jamajce.